# Botswanas herrlandslag i volleyboll
Botswanas herrlandslag i volleyboll representerar Botswana i volleyboll på herrsidan. Laget har deltagit i afrikanska mästerskapet och afrikanska spelen.

### Fotnoter
1. ↑  Todor Krastev. ”Men Volleyball XVI Africa Championship 2007 Durban (RSA) - 16-22.09 Winner Egypt (4th)” (på engelska). http://www.todor66.com/volleyball/Africa/Men_2007.html. Läst 20 april 2024.
2. ↑  Todor Krastev. ”Men Volleyball XVII Africa Championship 2009 Tetouan (MOR) 27.09-04.10 Winner Egypt (5th)” (på engelska). http://www.todor66.com/volleyball/Africa/Men_2009.html. Läst 19 april 2024.
3. ↑  Senaste tillfället då någon kontrollerade att de inmatade tabelluppgifterna stämmer. Uppgifter kan ha matats in senare utan att kontrolleras av någon annan